# Lista de prêmios e indicações recebidos por Andréa Beltrão
A seguir, uma lista de prêmios e indicações recebidos por Andrea Beltrão. Nascida no Brasil, em 1963, a atriz consolidou uma bem-sucedida carreira no cenário audiovisual brasileiro, o que lhe rendeu diversos prêmios e indicações.

## Brazilian Film Festival of Miami
O Brazilian Film Festival of Miami (BFFM) é um festival de filmes brasileiros ou de língua portuguesa que ocorre anualmente na cidade de Miami, EUA.
| Ano  | Categoria          | Trabalho           | Resultado | Ref.  |
| ---- | ------------------ | ------------------ | --------- | ----- |
| 2010 | Categoria Especial | Carreira no cinema | Venceu    | [ 1 ] |

## Emmy Award
O Prêmio Emmy Internacional é concedido pela Academia Internacional das Artes & Ciências Televisivas (IATAS) em reconhecimento aos melhores programas de televisão inicialmente produzidos e exibidos fora dos Estados Unidos. O evento é realizado desde 1973.
| Ano  | Categoria                 | Trabalho | Resultado | Ref.  |
| ---- | ------------------------- | -------- | --------- | ----- |
| 2020 | Melhor Atriz em Televisão | Hebe     | Indicado  | [ 3 ] |

## Festival de Brasília
Desde 1965, em Brasília, no Distrito Federal, é realizado o Festival de Cinema Brasília, um dos mais importantes festivais de cinema do Brasil e o mais antigo do gênero. O evento conta com participações de filmes brasileiros e de outros países latino-americanos.
| Ano  | Categoria                | Trabalho                    | Resultado | Ref.  |
| ---- | ------------------------ | --------------------------- | --------- | ----- |
| 1989 | Melhor Atriz             | Minas-Texas                 | Venceu    | [ 5 ] |
| 1991 | Melhor Atriz Coadjuvante | Vai Trabalhar, Vagabundo II | Venceu    |       |
| 2021 | Melhor Atriz             | Ela e Eu                    | Venceu    |       |
| 2021 | Melhor Roteiro           | Ela e Eu                    | Venceu    |       |

## Festival Sesc de Melhores Filmes
| Ano  | Categoria             | Trabalho | Resultado | Ref.  |
| ---- | --------------------- | -------- | --------- | ----- |
| 2020 | Melhor Atriz Nacional | Verlust  | Pendente  | [ 6 ] |

## Grande Prêmio do Cinema Brasileiro
Criado em 2002 pela Academia Brasileira de Cinema, o Grande Prêmio do Cinema Brasileiro é a maior e mais prestigiada premiação do cinema nacional. Desde 2004, a votação passou a ser feita via internet, pelo site da Academia, e cada sócio recebe uma senha eletrônica para votar. A apuração é feita pela PricewaterhouseCoopers, a mesma empresa de auditoria que faz a apuração do Oscar.
| Ano  | Categoria                | Trabalho                  | Resultado | Ref.   |
| ---- | ------------------------ | ------------------------- | --------- | ------ |
| 2002 | Melhor Atriz             | A Partilha                | Indicada  | [ 9 ]  |
| 2005 | Melhor Atriz Coadjuvante | Cazuza - O Tempo não Para | Indicada  | [ 10 ] |
| 2007 | Melhor Atriz Coadjuvante | O Coronel e o Lobisomem   | Indicada  | [ 11 ] |
| 2008 | Melhor Atriz             | Jogo de Cena              | Indicada  | [ 12 ] |
| 2009 | Melhor Atriz Coadjuvante | Romance                   | Indicada  | [ 13 ] |
| 2010 | Melhor Atriz             | Verônica                  | Indicada  | [ 14 ] |
| 2013 | Melhor Atriz Coadjuvante | Os Penetras               | Indicada  | [ 15 ] |
| 2016 | Melhor Atriz             | Chatô, o Rei do Brasil    | Indicada  | [ 16 ] |
| 2017 | Melhor Atriz Coadjuvante | Sob Pressão               | Indicada  | [ 17 ] |
| 2020 | Melhor Atriz             | Hebe: A Estrela do Brasil | Venceu    |        |
| 2021 | Melhor Atriz             | Verlust                   | Indicada  | [ 18 ] |
| 2025 | Melhor Atriz             | Avenida Beira-Mar         | Pendente  | [ 19 ] |

## Los Angeles Brazilian Film Festival
O Los Angeles Brazilian Film Festival (LABRFF) é hoje considerado o maior festival de cinema brasileiro nos Estados Unidos. Tem lugar anualmente em Los Angeles, na Califórnia, nos Estados Unidos da América. Visando à promoção e difusão do audiovisual brasileiro na Califórnia, através da exibição de uma seleção de filmes nacionais na capital mundial do cinema o festival dedica-se também ao desenvolvimento de relações entre produtores brasileiros e membros da indústria cinematográfica americana.
| Ano  | Categoria    | Trabalho    | Resultado | Ref.   |
| ---- | ------------ | ----------- | --------- | ------ |
| 2010 | Melhor Atriz | Salve Geral | Venceu    | [ 20 ] |

## Melhores do Ano
O Troféu Domingão Melhores do Ano, ou apenas Melhores do Ano, é uma premiação realizada anualmente pelo programa de televisão brasileiro Domingão do Faustão, da Rede Globo, em que o público vota entre três artistas que brilharam e fizeram sucesso durante o ano na emissora e na música. Os artistas são previamente escolhidos pelos seus funcionários e os três melhores vão para a votação do público.
| Ano  | Categoria              | Trabalho                             | Resultado | Ref.          |
| ---- | ---------------------- | ------------------------------------ | --------- | ------------- |
| 2011 | Comédia                | Tapas & Beijos (com Fernanda Torres) | Indicada  | [ 22 ]        |
| 2024 | Melhor Atriz de Novela | No Rancho Fundo                      | Venceu    | [ 23 ] [ 24 ] |

## Prêmio ACIE de Cinema
O Prêmio ACIE de Cinema nasceu em 2004. Idealizado pelo então presidente da ACIE, Michael Astor, correspondente da agência de notícias Associated Press, o Prêmio foi inspirado no Globo de Ouro (Golden Globe), conferido pela The Hollywood Foreign Press Association (Associação de Imprensa Estrangeira de Hollywood, em português).
| Ano  | Categoria    | Trabalho | Resultado | Ref.   |
| ---- | ------------ | -------- | --------- | ------ |
| 2010 | Melhor Atriz | Verônica | Venceu    | [ 27 ] |

## Prêmio APTR
A Associação de Produtores de Teatro (APTR) premia anualmente com o Prêmio APTR artistas que se destacaram em diversas áreas da produção teatral nacional. O prêmio teve origem em 2006, quando a APTR do Rio de Janeiro tomou a iniciativa de prestigiar os artistas que desempenham um papel importante no ramo teatral e tornou-se uma das principais premiações do teatro brasileiro. 
| Ano  | Categoria                          | Trabalho       | Resultado | Ref.   |
| ---- | ---------------------------------- | -------------- | --------- | ------ |
| 2008 | Melhor Atriz em Papel Protagonista | As Centenárias | Venceu    | [ 28 ] |

## Prêmio Arte Qualidade Brasil
Criado em 1977, o Prêmio Qualidade Brasil tinha, inicialmente, o objetivo homenagear as melhores produções e profissionais do Teatro e Televisão do Brasil. A partir de 2013, o prêmio passou a homenagear apenas os melhores do Teatro da cidade de São Paulo.
| Ano  | Categoria                                 | Trabalho                | Resultado | Ref.   |
| ---- | ----------------------------------------- | ----------------------- | --------- | ------ |
| 2001 | Melhor Atriz Protagonista em Cinema       | A Partilha              | Venceu    |        |
| 2005 | Melhor Atriz Coadjuvante em Cinema        | O Coronel e o Lobisomem | Indicada  |        |
| 2005 | Melhor Atriz em Série de Comédia          | Os Aspones              | Indicada  |        |
| 2006 | Melhor Atriz em Série de Comédia          | A Grande Família        | Venceu    | [ 30 ] |
| 2009 | Melhor Atriz em Minissérie ou Telefilme   | Som & Fúria             | Indicada  | [ 31 ] |
| 2011 | Melhor Atriz em Minissérie ou Telefilme   | O Bem-Amado             | Indicada  | [ 32 ] |
| 2011 | Melhor Atriz em Série ou Projeto Especial | Tapas & Beijos          | Venceu    |        |

## Prêmio Cenym de Teatro
O Anual Prêmio Cenym de Teatro Nacional, comumente promovido como Prêmio Cenym, ou simplesmente Cenym, é um Prêmio de Mérito entregue anualmente pela ATEB - Academia de Artes no Teatro do Brasil, em reconhecimento à excelência dos profissionais e espetáculos mais proeminentes do ano. É concedido através do voto do grupo de membros da Academia, formado por atores, atrizes, diretores, cenógrafos, figurinistas, críticos e outros profissionais em atividade no teatro brasileiro. 
| Ano  | Categoria                          | Trabalho | Resultado | Ref.   |
| ---- | ---------------------------------- | -------- | --------- | ------ |
| 2017 | Melhor Atriz em Papel Protagonista | Antígona | Indicada  | [ 33 ] |

## Prêmio Contigo! de Cinema Nacional
O Prêmio Contigo! do Cinema Nacional é um evento da revista Contigo, realizado anualmente desde 2006, que contempla as melhores produções, atores, diretores e profissionais do cinema brasileiro. Os vencedores são definidos por um juri oficial montado pela revista Contigo, e também por um júri popular, que vota pela internet.
| Ano  | Categoria                                    | Trabalho    | Resultado | Ref.   |
| ---- | -------------------------------------------- | ----------- | --------- | ------ |
| 2009 | Melhor Atriz (pelo júri oficial)             | Verônica    | Indicada  | [ 35 ] |
| 2010 | Melhor Atriz Coadjuvante (pelo júri oficial) | Salve Geral | Indicada  | [ 36 ] |

## Prêmio Contigo! de TV
O Prêmio Contigo! de TV é um evento da revista Contigo, realizado anualmente desde 1996, que contempla as melhores produções, atores, diretores e profissionais da televisão brasileira.
| Ano  | Categoria                           | Trabalho         | Resultado | Ref.   |
| ---- | ----------------------------------- | ---------------- | --------- | ------ |
| 2009 | Melhor Atriz em Comédia             | A Grande Família | Indicada  |        |
| 2012 | Melhor Atriz em Série ou Minissérie | Tapas & Beijos   | Indicada  | [ 37 ] |
| 2013 | Melhor Atriz em Série ou Minissérie | Tapas & Beijos   | Venceu    | [ 38 ] |

## Prêmio Extra de Televisão
O Prêmio Extra de Televisão é realizado desde 1998 pelo jornal Extra, premiando os melhores da televisão brasileira.
| Ano  | Categoria                 | Trabalho       | Resultado | Ref.   |
| ---- | ------------------------- | -------------- | --------- | ------ |
| 2011 | Melhor Atriz em Televisão | Tapas & Beijos | Venceu    | [ 39 ] |

## Prêmio Faz Diferença
O Prêmio Faz Diferença, criado pelo O GLOBO em parceria com a Federação das Indústrias do Estado do Rio de Janeiro (Firjan), homenageia as personalidades brasileiras de cada ano que mais se destacaram em suas áreas de atuação. Os vencedores são definidos por votos de internautas e também dos jornalistas do Globo, dirigentes da Firjan e dos vencedores da edição anterior.
| Ano  | Categoria              | Trabalho                                      | Resultado | Ref.   |
| ---- | ---------------------- | --------------------------------------------- | --------- | ------ |
| 2006 | Segundo Caderno/Teatro | Abertura do Teatro Poeira (com Marieta Severo | Venceu    | [ 41 ] |

## Prêmio F5
O “Prêmio F5” (PF5) é uma premiação brasileira criada em 2014 pelo F5, site de entretenimento do jornal Folha de S.Paulo, para que os internautas votem nos principais destaques da televisão, da música e do jornalismo do ano.
| Ano  | Categoria                       | Trabalho | Resultado | Ref. |
| ---- | ------------------------------- | -------- | --------- | ---- |
| 2020 | Melhor Atriz em Série Dramática | Hebe     | Indicado  |      |

## Prêmio Guarani de Cinema Brasileiro
O Prêmio Guarani de Cinema Brasileiro, ou apenas Prêmio Guarani, é uma premiação anual promovida pela Academia Guarani de Cinema com o intuito de reconhecer desempenhos excepcionais no cinema nacional.
| Ano  | Categoria                | Trabalho                   | Resultado | Ref.   |
| ---- | ------------------------ | -------------------------- | --------- | ------ |
| 1998 | Melhor Atriz             | Pequeno Dicionário Amoroso | Indicado  | [ 43 ] |
| 2008 | Melhor Atriz Coadjuvante | A Grande Família: O Filme  | Indicado  | [ 44 ] |
| 2009 | Melhor Atriz Coadjuvante | Romance                    | Indicado  | [ 45 ] |
| 2010 | Melhor Atriz             | Verônica                   | Indicado  | [ 46 ] |
| 2011 | Melhor Atriz Coadjuvante | O Bem-Amado                | Indicado  | [ 47 ] |
| 2016 | Melhor Atriz             | Em Três Atos               | Indicado  | [ 48 ] |
| 2020 | Melhor Atriz             | Hebe: A Estrela do Brasil  | Indicado  | [ 49 ] |
| 2021 | Melhor Atriz             | Verlust                    | Pendente  | [ 50 ] |

## Prêmio Quem
O Prêmio Quem é realizado desde 2007 pela Revista Quem, premiando os melhores da televisão brasileira, cinema, música, moda, gastronomia, literatura e teatro.
| Ano  | Categoria                 | Trabalho         | Resultado | Ref.   |
| ---- | ------------------------- | ---------------- | --------- | ------ |
| 2009 | Melhor Atriz em Televisão | A Grande Família | Indicada  | [ 52 ] |
| 2012 | Melhor Atriz em Televisão | Tapas & Beijos   | Indicada  | [ 53 ] |
| 2016 | Melhor Atriz em Cinema    | Sob Pressão      | Indicada  | [ 54 ] |

## Prêmio Shell
Prêmio Shell é o nome de um evento cultural patrocinado pela multinacional Shell do Brasil, cujo objetivo é premiar os grandes destaques da música popular brasileira e teatro. O Prêmio Shell de teatro foi criado em 1988, para contemplar, ano a ano, os artistas e espetáculos de melhor desempenho nas temporadas teatrais do Rio de Janeiro e de São Paulo.
| Ano  | Categoria                               | Trabalho                  | Resultado | Ref.   |
| ---- | --------------------------------------- | ------------------------- | --------- | ------ |
| 2002 | Melhor Atriz                            | A Memória da Água         | Indicada  |        |
| 2003 | Melhor Atriz                            | A Prova                   | Venceu    | [ 56 ] |
| 2006 | Melhor Atriz                            | Sonata de Outono          | Indicada  | [ 57 ] |
| 2006 | Categoria Especial (com Marieta Severo) | Abertura do Teatro Poeira | Venceu    | [ 58 ] |
| 2008 | Melhor Atriz                            | As Centenárias            | Venceu    | [ 59 ] |
| 2014 | Melhor Atriz                            | Os Nômades                | Indicada  | [ 60 ] |

## Prêmio APCA
A Associação Paulista de Críticos de Arte premia com o Troféu APCA nas categorias: Arquitetura, Artes Visuais, Cinema, Dança, Literatura, Música Erudita, Moda, Música Popular, Rádio, Teatro, Teatro Infantil e Televisão. Associação Paulista de Críticos de Arte, ou simplesmente APCA, é uma entidade brasileira sem fins lucrativos sediada em São Paulo mantida pelo trabalho voluntário e pela contribuição anual dos associados. Originou-se da seção paulista da Associação Brasileira de Críticos Teatrais.

### Teatro
| Ano  | Categoria              | Trabalho | Resultado | Ref.   |
| ---- | ---------------------- | -------- | --------- | ------ |
| 2017 | Melhor Atriz de Teatro | Antígona | Venceu    | [ 61 ] |

### Televisão
| Ano  | Categoria                 | Trabalho        | Resultado | Ref.   |
| ---- | ------------------------- | --------------- | --------- | ------ |
| 2020 | Melhor Atriz de Televisão | Hebe            | Indicado  | [ 62 ] |
| 2024 | Melhor Atriz de Televisão | No Rancho Fundo | Venceu    | [ 63 ] |

## Outros
| Ano  | Premiação                                     | Categoria                | Trabalho              | Resultado | Ref.   |
| ---- | --------------------------------------------- | ------------------------ | --------------------- | --------- | ------ |
| 1986 | Rio-Cine Festival                             | Melhor Atriz Coadjuvante | As Sete Vampiras      | Venceu    |        |
| 1990 | Festival de Cinema de Natal                   | Melhor Atriz             | O Escorpião Escarlate | Venceu    |        |
| 2002 | Prêmio Maria Clara Machado de Teatro Infantil | Melhor Atriz             | Eu e Meu Guarda-Chuva | Venceu    | [ 64 ] |
| 2002 | Prêmio Governador do Estado                   | Melhor Atriz             | A Memória da Água     | Indicada  | [ 65 ] |
| 2008 | Prêmio Contigo! de Teatro                     | Melhor Atriz             | As Centenárias        | Venceu    | [ 66 ] |
| 2011 | Prêmio 100% Vídeo de Cinema Brasileiro        | Melhor Atriz             | Salve Geral           | Indicada  | [ 67 ] |
| 2013 | Prêmio Questão de Crítica                     | Melhor Atriz             | Jacinta               | Indicada  | [ 68 ] |
| 2014 | Prêmio Cesgranrio de Teatro                   | Melhor Atriz             | Os Nômades            | Indicada  | [ 69 ] |
| 2016 | Prêmio Botequim Cultural                      | Melhor Atriz             | Antígona              | Venceu    | [ 70 ] |
| 2017 | Prêmio Cesgranrio de Teatro                   | Melhor Atriz             | Antígona              | Indicada  | [ 71 ] |